# もりしげ
もりしげ（1969年4月10日 - 2020年6月30日）は、日本の男性漫画家。茨城県出身。代表作に『花右京メイド隊』、『こいこい7』、『フダンシズム-腐男子主義-』など。

## 経歴・作風など
ろんどべる名義にて1996年、「おさわがせ悪魔っ娘（デビルン）」（司書房『コミック一番』、オークラ出版「子供の森」収録）で漫画家デビュー。主に美少女が多く登場するラブコメディー作品を多く描く。
「花右京メイド隊」は2001年と2004年の2度に渡り、「こいこい7」は2005年にそれぞれTVアニメ化された。
当初は「学校占領」シリーズ（桜桃書房「蹂躙」収録）などの成人向けロリータ漫画を描いていた時期があった。『月刊少年チャンピオン』で仕事をするようになってからはそのような作品は発表しなくなった。
漫画家の川津健二朗（らーかいらむ）とはアマチュア時代から同人誌活動で交流があり、互いに作画を手伝うことがあった。
舞登志郎著のドキュメンタリー・コミック「メジャー漫画家への道」（オークラ出版）では著者の知人兼指南役として登場し、漫画業界の厳しさを説いている。
2001年より妻との夫婦漫画家ユニットとなる。2001年以前の作品及び「花右京メイド隊」、「サクラサクラ」、「おしかけメイドの白雪さん」以外の作品は妻主導で創作され、作品の取材なども妻が行い、もりしげは作画を担当した。「花右京メイド隊」の制作にも2001年以降は妻が関与、設定も早乙女太郎が考案したものとされる。公式ファンブックである花右京メイド隊キャラクターブックによると、早乙女と妻とは別人である。「おしかけメイドの白雪さん」でもカラー原稿の着色やトーンワークの一部、作品に対してのアドバイスは妻が行っていた。出版社や読者にはその事実を伏せたまま、もりしげは自分一人の名義であるとしていた。なお、秋田書店に対してはアドバイザーとして紹介しており、その他の出版社に対しても実質的な打ち合わせは妻が行っていた。
インターネット上での発信を行っていたが、もりしげ自身はネットに疎かったため、Twitterに関してはすべてを妻が担当し、男性作家として振る舞い発言していた。この振る舞いについては一般的に男性作家として認識されていたため特に問題とはしていなかった。一時期、ネットトラブルに妻が苦しんだため控えていたが、2017年に再開。2018年末頃まではもりしげの意見も汲んでツイートに反映されることもあった。
2019年3月以降、公式アカウント以外に複数アカウントを用いて事実無根の発言を行ったり、編集者や他の作家への誹謗中傷といえる攻撃的なツイートをするようになる。都度、別冊少年チャンピオンより相談を受け、妻の制止を試みたが、ツイートは過激になるばかりで制止することができなかった。妻を制止することを諦め「おしかけメイドの白雪さん」の連載を終了することで事態の収拾を試みようとして秋田書店の編集部へ申し入れたが、編集部は事態の沈静化及び連載の再開を望み、終了ではなく休載とした。しかし、この休載を機に妻のツイートはさらに過激になっていき、生活基盤を壊されるまでに事態が悪化していった。
最終的にもりしげが妻との共同筆名であることなどすべてを公表し、当事者の一人としてこれ以上の厚意に甘えるわけにはいかないと判断し、休載としていた「おしかけメイドの白雪さん」の連載終了を決めた。
2020年6月30日死去。

## 作品リスト

### 成人向け
- 子供の森（オークラ出版、オークラコミックス）1998年1月 ISBN 4-87278-224-0
  - 子供の森・完結編（オークラ出版、オークラコミックス）1999年11月 ISBN 4-87278-485-5
- 蹂躙（桜桃書房、EXコミックス）1998年8月 ISBN 4-7567-0731-9
- 孕ませメイド隊（海王社）2018年4月 ISBN 978-4-7964-1135-6

### 一般向け
- 花右京メイド隊（秋田書店、『月刊少年チャンピオン』1999年4月号 - 2006年9月号）
  - 花右京メイド隊 太郎と7人のメイド編 （秋田書店、秋田トップコミックスW）2015年4月 ISBN 978-4-253-24698-9
- こいこい7（秋田書店、『チャンピオンRED』2002年10月号 - 2007年3月号）
- フダンシズム-腐男子主義-（スクウェア・エニックス、『ヤングガンガン』2007年15号 - 2010年21号）
  - フダンシフル!（『ヤングガンガン』2010年23号 - 2011年24号）
- 朱雀 SUZAKU 〜歌舞伎町・雀姫伝〜（竹書房、『近代麻雀オリジナル』2007年2月号 - 絶筆）
- スイーツ16（竹書房、『まんがライフ』2008年09号ゲスト）
- 学徒のベクトル（秋田書店、『ヤングチャンピオン烈』2011年）
- 神歌（カミソン）ミラクル（集英社、『ミラクルジャンプ』、2011年3月15日 - 2011年8月15日）
- サクラサクラ（『別冊少年チャンピオン』、2012年7月号 - 2015年10月号）
- おしかけメイドの白雪さん（秋田書店『別冊少年チャンピオン』、2018年6月号 - 2019年8月号、絶筆）

### 関連著書
- 「花右京メイド隊」スペシャルブック（秋田書店）2001年4月 ISBN 4-253-10420-7
- 「花右京メイド隊」キャラクターブック（秋田書店）2004年5月 ISBN 4-253-05933-3